# Кубок Президента ДР Конго
Кубок Президента Демократической Республики Конго (ранее известный, как «Кубок Конго») — ежегодное соревнование для конголезских футбольных клубов, проводимое под руководством Федерацией футбольных ассоциаций Конго с 1961 года. Принимать участие могут клубы провинциальных, так и национальных лиг.
Победитель Кубка получает право выступить на Кубке Конфедерации, организованном Африканской конфедерацией футбола.
С 1961 по 2024 год носило название Ку́бок Ко́нго (фр. Coupe de Congo), начиная с сезона 2025 было переименовано в Кубок Президента.

## Призёры
| Сезон | Обладатель Кубка                                | Финалист                                        |
| ----- | ----------------------------------------------- | ----------------------------------------------- |
| 2024  | «Вита Клаб» Киншаса                             | «Рейнджерс» Мбандака                            |
| 2023  | Отменён                                         | Отменён                                         |
| 2022  | «Мотема Пембе»                                  | «Селеста» Киншаса                               |
| 2021  | «Мотема Пембе»                                  | «Санга Баленде» Мбужи-Майи                      |
| 2020  | Турнир отменён в связи с пандемией коронавируса | Турнир отменён в связи с пандемией коронавируса |
| 2019  | «Маниема Юнион» Кинду                           | «Ренессанс» Киншаса                             |
| 2018  | «Нюки» Бутембо                                  | «Киншаса»                                       |
| 2017  | «Маниема Юнион» Кинду                           | «Сент-Элуа Лупопо» Лубумбаши                    |
| 2016  | «Ренессанс» Киншаса                             | «Дон Боско» Лубумбаши                           |
| 2015  | «Сент-Элуа Лупопо» Лубумбаши                    | «Катумби» Лубумбаши                             |
| 2014  | «МК Этанкейте» Киншаса                          | «Сент-Элуа Лупопо» Лубумбаши                    |
| 2013  | «МК Этанкейте» Киншаса                          | «Вети Клаб» Матади                              |
| 2012  | «Дон Боско» Лубумбаши                           | «Вети Клаб» Матади                              |
| 2011  | «Тшинкунку» Кананга                             | «Вети Клаб» Матади                              |
| 2010  | «Мотема Пембе» Киншаса                          | «Ндоки-а-Ндомбе» Бома                           |
| 2009  | «Мотема Пембе» Киншаса                          | «Драгонз» Киншаса                               |
| 2008  | «Букаву Дава» Букаву                            | «Драгонз» Киншаса                               |
| 2007  | «Маниема Юнион» Кинду                           | «Сент-Элуа Лупопо» Лубумбаши                    |
| 2006  | «Мотема Пембе» Киншаса                          | «Драгонз» Киншаса                               |
| 2005  | «Кабаша» Гома                                   | «Чилу» Лукала                                   |
| 2004  | «Чилу» Лукала                                   | «Сен-Люк» Кананга                               |
| 2003  | «Мотема Пембе» Киншаса                          | «Мазембе» Лубумбаши                             |
| 2002  | «Кения» Лубумбаши                               | «Санга Баленде» Мбужи-Майи                      |
| 2001  | «Вита Клаб» Киншаса                             | «Вети Клаб» Матади                              |
| 2000  | «Мазембе» Лубумбаши                             | «Сен-Люк» Кананга                               |
| 1999  | «Драгонз» Киншаса                               | «Паулино» Киншаса                               |
| 1998  | «Драгонз» Киншаса                               | «Сукрйер» Квилу-Нгонго                          |
| 1997  | «Драгонз» Киншаса                               | «Вита Клаб» Киншаса                             |
| 1996  | «Драгонз» Киншаса                               | «Мбонго Спорт» Мбужи-Майи                       |
| 1995  | «Содиграф» Киншаса                              | «Банту» Мбужи-Майи                              |
| 1994  | «Мотема Пембе» Киншаса                          | Неизвестно                                      |
| 1993  | «Мотема Пембе» Киншаса                          | Неизвестно                                      |
| 1992  | «Биломбе» Киншаса                               | Неизвестно                                      |
| 1991  | «Мотема Пембе» Киншаса                          | Неизвестно                                      |
| 1990  | «Мотема Пембе» Киншаса                          | Неизвестно                                      |
| 1989  | «Каламу» Киншаса                                | Неизвестно                                      |
| 1988  | «Каламу» Киншаса                                | Неизвестно                                      |
| 1987  | «Каламу» Киншаса                                | Неизвестно                                      |
| 1986  | «Каламу» Киншаса                                | Неизвестно                                      |
| 1985  | «Мотема Пембе» Киншаса                          | Неизвестно                                      |
| 1984  | «Мотема Пембе» Киншаса                          | «Вита Клаб» Киншаса                             |
| 1983  | «Вита Клаб» Киншаса                             | Неизвестно                                      |
| 1982  | «Вита Клаб» Киншаса                             | Неизвестно                                      |
| 1981  | «Вита Клаб» Киншаса                             | Неизвестно                                      |
| 1980  | «Лубумбаши Спорт»                               | Неизвестно                                      |
| 1979  | «Мазембе» Лубумбаши                             | Неизвестно                                      |
| 1978  | «Мотема Пембе» Киншаса                          | Неизвестно                                      |
| 1977  | «Вита Клаб» Киншаса                             | Неизвестно                                      |
| 1976  | «Мазембе» Лубумбаши                             | Неизвестно                                      |
| 1975  | «Вита Клаб» Киншаса                             | Неизвестно                                      |
| 1974  | «Мотема Пембе» Киншаса                          | Неизвестно                                      |
| 1973  | «Вита Клаб» Киншаса                             | Неизвестно                                      |
| 1972  | «Вита Клаб» Киншаса                             | Неизвестно                                      |
| 1971  | «Вита Клаб» Киншаса                             | Неизвестно                                      |
| 1970  | Не проводился                                   | Не проводился                                   |
| 1969  | Не проводился                                   | Не проводился                                   |
| 1968  | «Сент-Элуа Лупопо» Лубумбаши                    | Неизвестно                                      |
| 1967  | «Мазембе» Лубумбаши                             | Неизвестно                                      |
| 1966  | «Мазембе» Лубумбаши                             | Неизвестно                                      |
| 1965  | «Драгонз» Киншаса                               | Неизвестно                                      |
| 1964  | «Мотема Пембе» Киншаса                          | «Сент-Элуа Лупопо» Лубумбаши                    |
| 1963  | Отменён                                         | Отменён                                         |
| 1962  | Отменён                                         | Отменён                                         |
| 1961  | «Сент-Элуа Лупопо» Лубумбаши                    | «Вита Клаб» Киншаса                             |